# Agustín Urzi
Agustín Urzi (Lomas de Zamora, 4 mei 2000) is een Argentijns voetballer die bij voorkeur als vleugelspeler speelt. Hij speelt bij CA Banfield.

## Clubcarrière
Urzi speelde tien jaar in de jeugdopleiding van CA Banfield. Hij debuteerde op 1 december 2019 in de Argentijnse competitie tegen Argentinos Juniors. In zijn debuutseizoen maakte hij twee treffers in tien competitieduels.